# 4094 Aoshima
4094 Aoshima è un asteroide della fascia principale. Scoperto nel 1987, presenta un'orbita caratterizzata da un semiasse maggiore pari a 2,8795068 UA e da un'eccentricità di 0,3322797, inclinata di 2,04296° rispetto all'eclittica.
L'asteroide è dedicato all'astrofilo giapponese Masaki Aoshima.